# Лозівська селищна рада (Слов'яносербський район)
| Лозівська селищна рада — орган місцевого самоврядування у Слов'яносербському районі Луганської області з адміністративним центром у смт Лозівський. Історична дата утворення: в 1957 році. Селищній раді підпорядковані населені пункти: - смт Лозівський - с-ще Криворіжжя |

## Склад ради
Рада складається з 30 депутатів та голови.

### Керівний склад ради
| ПІБ                           | Основні відомості                                                                | Дата обрання | Дата звільнення |
| ----------------------------- | -------------------------------------------------------------------------------- | ------------ | --------------- |
| Зварін Володимир Анатолійович | Селищний голова, 1940 року народження, освіта, член Народно-демократичної партії | 26.03.2006   | 31.10.2010      |
| Мельник Сергій Іванович       | Селищний голова, 1978 року народження, освіта вища, член Партії регіонів         | 31.10.2010   |                 |

Примітка: таблиця складена за даними джерела